# Emboscada
Emboscada è un centro abitato del Paraguay, situato nel Dipartimento di Cordillera, a 39 km dalla capitale del paese, Asunción. Forma uno dei 20 distretti in cui è diviso il dipartimento.

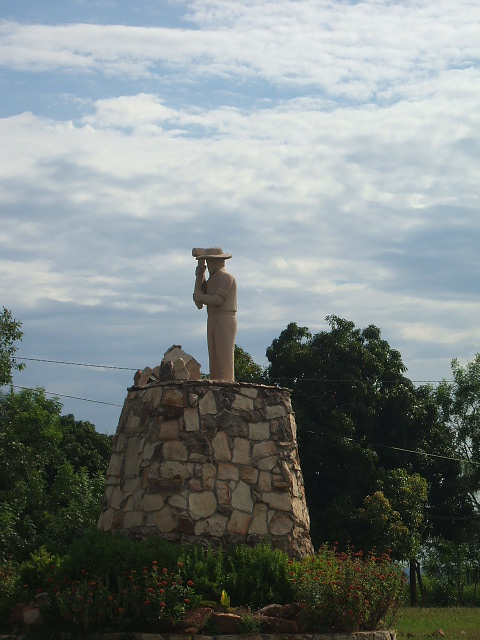
Ingresso a Emboscada

## Popolazione
Al censimento del 2002 la località contava una popolazione urbana di 5.143 abitanti (12.225 nel distretto).

## Caratteristiche

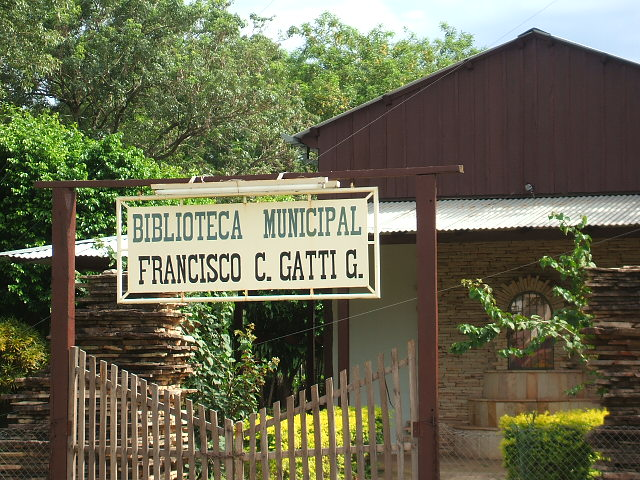
Biblioteca Municipale di Emboscada

Fondata nel 1740 dal governatore spagnolo Rafael de la Moneda, Emboscada fu per lungo tempo luogo di destinazione in cui smistare schiavi e liberti scappati dal Brasile. Nella località si trova l'antica chiesa di Sant'Agostino, che espone sculture lignee e un variopinto pulpito in cui si fondono la raffinatezza dell'arte francescana e la semplicità dell'artigianato indigeno.
Il centro abitato è stato la sede di un celebre penitenziario di massima sicurezza, nel quale, oltre ai criminali pericolosi, i regimi totalitari del Paraguay hanno rinchiuso anche gli oppositori politici.

## Economia
Circa la metà della popolazione di Emboscada dipende dall'industria dell'estrazione della pietra, attività che ha anche permesso lo sviluppo di un artigianato locale incentrato sulla lavorazione e la scultura di questa materia. Altre importanti occupazioni economiche sono la coltivazione del caffè, l'estrazione di olio di cocco e la pesca nel fiume Paraguay.